# Sint-Antonius van Paduakerk (Elzele)

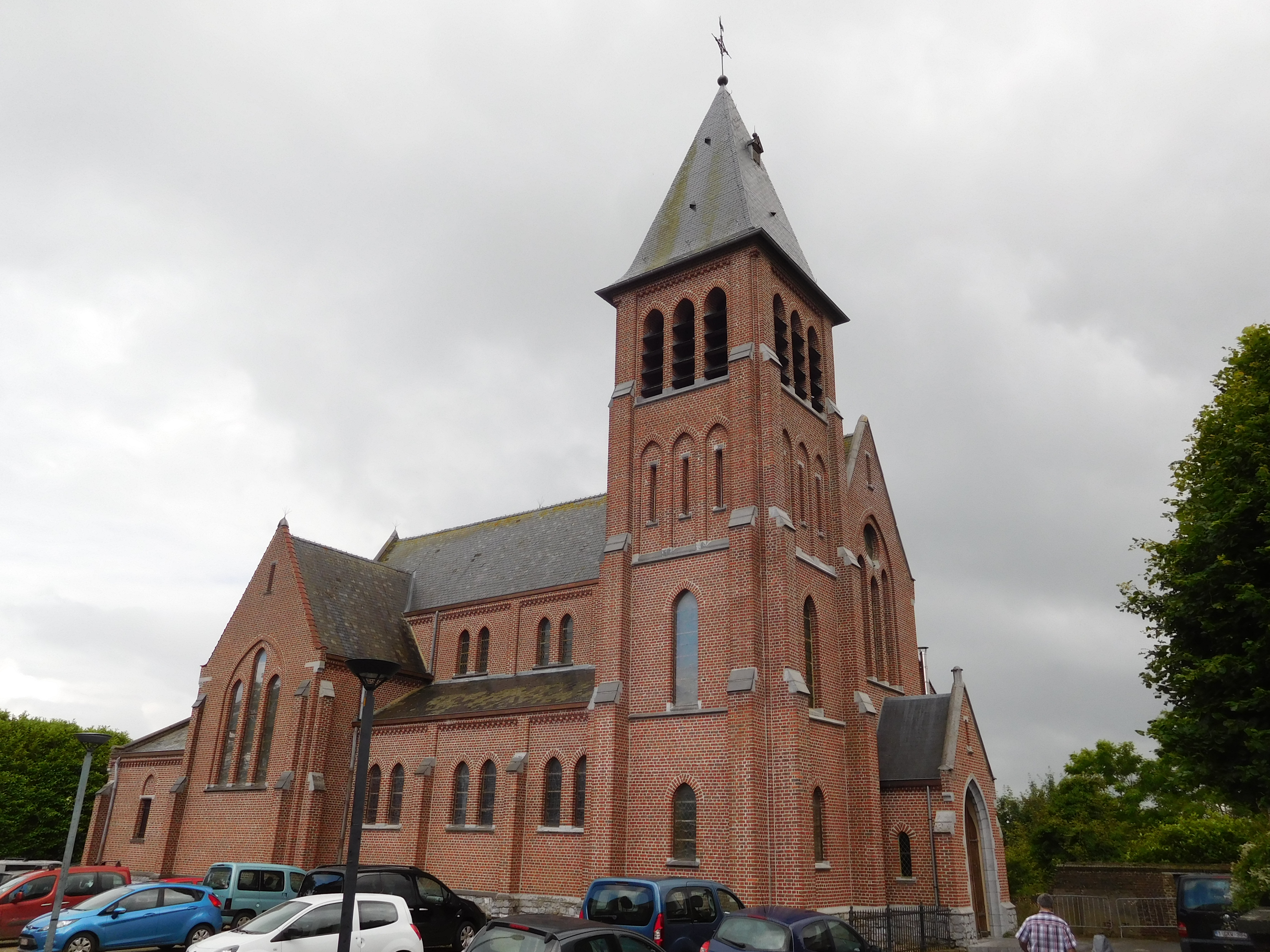
Sint-Antonius van Paduakerk

De Sint-Antonius van Paduakerk (Église Saint-Antoine de Padoue) is de parochiekerk van de tot de Henegouwse gemeente Elzele behorende plaats Grand Monchaut, gelegen aan Grand Monchaut 23.
Het betreft een neogotische bakstenen kruisbasiliek met naastgebouwde toren van vier geledingen welke gedekt wordt door een tentdak.